# Euprymna morsei
Euprymna morsei е вид главоного от семейство Sepiolidae.

## Разпространение и местообитание
Този вид е разпространен във Виетнам, Индонезия (Ява), Камбоджа, Китай (Гуандун, Гуанси, Джъдзян, Дзянсу, Ляонин, Пекин, Фудзиен, Хайнан, Хъбей, Шандун и Шанхай), Малайзия (Западна Малайзия), Провинции в КНР, Северна Корея, Сингапур, Тайван, Тайланд, Филипини, Хонконг, Южна Корея и Япония (Кюшу, Рюкю, Хоншу и Шикоку).
Обитава крайбрежията на морета и заливи в райони с умерен климат. Среща се на дълбочина от 18 до 222 m, при температура на водата около 17,7 °C и соленост 35,4 ‰.